# Dictyna armata
Dictyna armata là một loài nhện trong họ Dictynidae.
Loài này thuộc chi Dictyna. Dictyna armata được Tord Tamerlan Teodor Thorell miêu tả năm 1875.